# 岡村孝子 スーパー・ベスト
『岡村孝子 スーパー・ベスト』（おかむらたかこ スーパー・ベスト）は、岡村孝子の非公式ベスト・アルバム。2010年4月15日発売。発売元はソニー・ミュージックダイレクト。規格品番はDQCL-1186。

## 解説
通常のCD流通ルートのみならず、全国の高速道路内売店やホームセンター向けにも出荷されている、ソニー・ミュージック系列「スーパー・ベスト」（SUPER BEST）シリーズの1枚として発売された。
岡村は元々はBMG JAPAN所属の歌手であったが、同社が2009年10月にソニー・ミュージックエンタテインメントと合併したことにより、系列会社であるソニー・ミュージックダイレクトから発売された初めてのアルバムとなった。また、本アルバムから4曲オミットされた12曲入りのコンパクト盤『岡村孝子 ベスト・オブ・ベスト』（DQCL-2045）が同時発売となった。なお、2011年にはレコード会社をヤマハミュージックコミュニケーションズに移籍している。
添付の歌詞ブックレット裏表紙には、全16曲それぞれが収録されたEPシングルレコード、CDシングル、CDアルバムのジャケット写真が並べて掲載されている。
岡村孝子ソロ名義となっているが、「待つわ'07」は2007年6月20日に発売されたあみんの25年ぶりの新作シングル「ひまわり/待つわ'07」（BVCR-19710）収録曲、「琥珀色の想い出'08」は2008年10月22日に発売された、同じくあみん名義のスタジオ・アルバム『未来へのたすき』（BVCR-11124）収録曲である。なお、最終曲の「天晴な青空」にも、加藤晴子（あみん）がコーラスで参加している。参加に至った背景についてはシングル盤「天晴な青空」（2002年7月24日発売：TLCP-2015）の項参照のこと。岡村孝子とあみんの楽曲が同一のアルバムに収められるのは、歌手デビュー20周年記念アルバム『DO MY BEST』（2002年7月24日発売）以来。
1995年11月15日にも『岡村孝子ベスト SUPER BEST 2000』（FHCF-9601）という、「スーパーベスト」と名のつくベスト・アルバムが発売されていたが、当作品も公式ディスコグラフィに掲載されない非公式ベスト・アルバムである。

## 収録曲
1. 夢をあきらめないで（4:42）
2. 電車（5:41）
3. ピエロ（4:24）
4. 夏の日の午後（4:52）
5. 虹を追いかけて（5:11）
6. 愛がほしい（4:49）
7. Believe（5:01）
8. はぐれそうな天使（4:08）
9. Good-Day 〜思い出に変わるならば〜（4:59）
10. mistral 〜季節風〜（5:00）
11. 笑顔にはかなわない（4:56）
12. Baby,Baby（4:43）
13. 愛を急がないで（5:49）
14. 待つわ'07（4:29）
15. 琥珀色の想い出'08（4:13）
16. 天晴な青空（5:22）
  - 全曲作詞・作曲: 岡村孝子 - Except M-8 作詞: 来生えつこ、作曲: 来生たかお
  - 編曲: 田代修二（M-1・4・5〜7・11）、萩田光雄（M-2・3・12〜15）、船山基紀（M-8）、清水信之（M-9・10）

## 関連作品
初収録アルバム
- 『夢の樹』 M-3
- 『私の中の微風』 M-4・8・12
- 『Andantino a tempo』 M-1
- 『liberté』 M-2
- 『SOLEOL』 M-7
- 『Eau Du Ciel（天の水）』 M-5・6
- 『Chou-fleur』 M-9・13
- 『mistral』 M-10
- 『満天の星』M-11
- 『DO MY BEST』 M-15[2]
- あみん『In the prime』 M-14
- あみん『未来へのたすき』 M-15